# On Air - Live at the BBC Volume 2
On Air - Live at the BBC Volume 2 è un album live del gruppo musicale britannico The Beatles, pubblicato nel 2013.

## Descrizione
Il doppio CD, messo in distribuzione in Italia il 12 novembre 2013, include, come il precedente Live at the BBC del 1994, tracce registrate durante gli show della band negli studi della BBC dal 1963 al 1965. Con l'uscita dell'album è stata pubblicata in contemporanea una nuova versione rimasterizzata dell'album Live at the BBC .

## Copertina
La copertina ricalca l'album del 1994, dove compare una foto dei componenti della band prima di raggiungere la celebrità, nel periodo che va dal 1960 al 1962, quando avevano un repertorio incentrato sul rock anni cinquanta; la grande differenza è che la copertina dell'album del 1994 è in bianco e nero, quella del 2013 è a colori.

## Accoglienza
| Recensione    | Giudizio |
| ------------- | -------- |
| Allmusic      | [ 1 ]    |
| Mojo          | [ 2 ]    |
| Rolling Stone | [ 3 ]    |

L'album è arrivato in sesta posizione nei Paesi Bassi, in settima nella Billboard 200, in Canada ed in Austria, in ottava in Germania ed in nona in Norvegia.

## Tracce

### Disco uno
1. And Here We Are Again
2. Words of Love
3. How About It, Gorgeous?
4. Do You Want to Know a Secret
5. Lucille
6. Anna (Go to Him)
7. Hello!
8. Please Please Me
9. Misery
10. I'm Talking About You
11. A Real Treat
12. Boys
13. Absolutely Fab
14. Chains
15. Ask Me Why
16. Till There Was You
17. Lend Me Your Comb
18. Lower 5E
19. Hippy Hippy Shake
20. Roll Over Beethoven
21. There's a Place
22. Bumper Bundle
23. P.S. I Love You
24. Please Mister Postman
25. Beautiful Dreamer
26. Devil in Her Heart
27. The 49 Weeks
28. Sure to Fall (in Love with You)
29. Never Mind, Eh?
30. Twist and Shout
31. Bye, Bye
32. John – Pop Profile (Bonus interview track)
33. George – Pop Profile (Bonus interview track)

### Disco due
1. I Saw Her Standing There
2. Glad All Over
3. Lift Lid Again (Speech)
4. I'll Get You
5. She Loves You
6. Memphis (Tennessee)
7. Happy Birthday Dear Saturday Club
8. Now Hush, Hush (Speech)
9. From Me to You
10. Money (That's What I Want)
11. I Want to Hold Your Hand
12. Brian Bathtubes (Speech)
13. This Boy
14. If I Wasn't In America (Speech)
15. I Got a Woman
16. Long Tall Sally
17. If I Fell
18. A Hard Job Writing Them (Speech)
19. And I Love Her
20. Oh, Can't We? Yes We Can (Speech)
21. You Can't Do That
22. Honey Don't
23. I'll Follow the Sun
24. Green With Black Shutters (Speech)
25. Kansas City/Hey-Hey-Hey-Hey!
26. That's What We're Here For (Speech)
27. I Feel Fine (Studio Outtake)
28. Paul - Pop Profile (Speech)
29. Ringo - Pop Profile (Speech)

## Formazione
The Beatles
- John Lennon - voce, chitarra ritmica, armonica a bocca cori
- Paul McCartney - voce, basso, cori
- George Harrison - chitarra solista, voce in Do You Want to Know a Secret? e Roll Over Beethoven, cori
- Ringo Starr - batteria, percussioni; voce in Honey Don't e Boys